# Sărulești (okręg Vâlcea)
Sărulești – wieś w Rumunii, w okręgu Vâlcea, w gminie Lăpușata. W 2011 roku liczyła 381 mieszkańców.